# Międzyrzecze Dolne
Międzyrzecze Dolne (früher auch Międzyrzecz, Miedzerzyca, Miedzyrzyce, Międzierzyce; deutsch Nieder Kurzwald, ursprünglich Konradswalde) ist eine Ortschaft mit einem Schulzenamt der Gemeinde Jasienica im Powiat Bielski der Woiwodschaft Schlesien in Polen. Das Dorf liegt in der historischen Landschaft Teschener Schlesien (polnisch Śląsk Cieszyński).

## Geographie
Międzyrzecze Dolne liegt an der Grenze des Auschwitzer Beckens im Norden und des Schlesischen Vorgebirge im Süden, etwa 40 km südlich von Katowice im Powiat (Kreis) Bielsko-Biała.
Das Dorf hat eine Fläche von 780 ha.
Die Nachbarorte sind die Stadt Bronów und Ligota im Norden, Mazańcowice im Osten, Międzyrzecze Górne im Süden, sowie Rudzica im Westen.

## Geschichte
Das Dorf Międzyrzecze wurde circa 1305 im Liber fundationis episcopatus Vratislaviensis (Zehntregister des Bistums Breslau) erstmals urkundlich als Item in Mesisrozha debent esse XL mansi solubiles erwähnt. Der slawischstämmige Name bezeichnet einen Ort między rzekami (zwischen den Flüssen), die Flüsse wären Jasienica und Wapienica.
Politisch gehörte das Dorf ursprünglich zum Herzogtum Teschen, dies bestand ab 1290 in der Zeit des polnischen Partikularismus. Seit 1327 bestand das Herzogtum die Lehnsherrschaft des Königreichs Böhmen und seit 1526 gehörte es zur Habsburgermonarchie.
Etwa im zweiten Quartal des 15. Jahrhunderts im Zuge der nächsten Welle der Deutschen Ostsiedlung neben Polen (Slawen) entstand flussaufwärts eine neue Siedlung. Sie wurde erst im Jahr 1447 als die Pfarrei Conradsvalde und im Jahre 1452 als Konradiswalde erwähnt. Es wurde später kurz als Kurzwald und endgültig Międzyrzecze Górne (deutsch Ober Kurzwald) genannt, während das alte Międzyrzecze wurde zu Międzyrzecze Dolne (deutsch Nieder Kurzwald).
Seit 1572 gehörte es zur Herrschaft Bielitz (seit 1754 Herzogtum Bielitz).
An der Wende des 19. Jahrhunderts wurde nördlich von Nieder Kurzwald eine sprachlich gemischte Kolonie gegründet und wurde nach dem Bielitzer Fürst Franciszek (Franz) de Paula Sułkowski des Wappens Sulima als Franzdorf bzw. Franzfeld genannt. 1804 hatte sie 24 Häuser mit 200 Einwohnern. Der deutsche Ortsname wurde in der zweiten Hälfte des 19. Jahrhunderts durch Franciszkowice ersetzt, heute ein Ortsteil von Międzyrzecze Dolne.
Nach der Aufhebung der Patrimonialherrschaften war es ab 1850 eine Gemeinde in Österreichisch-Schlesien, Bezirk und Gerichtsbezirk Bielitz. In den Jahren 1880 bis 1910 stieg die Einwohnerzahl der Gemeinde Nieder Kurzwald (mit den Ortsteil Franciszkowice) von 890 im Jahr 1880 auf 908 im Jahre 1910, es waren überwiegend polnischsprachige Bewohner (zwischen 93,2 % und 98,6 %), auch deutschsprachige (62 oder 6,8 % im Jahre 1910). Im Jahre 1910 waren 69,1 % römisch-katholisch, 30 % evangelisch, es gab acht Juden.
Politisch war das Dorf immer der polnischen Nationalbewegung wohlwollender, als Ober Kurzwald in der Bielitz-Bialaer Sprachinsel. In der Reichsratswahl 1907 sowie 1911 gewann dort Józef Londzin (1907: 109 Stimmen, 1911: 94 Stimmen), polnischer Priester und Nationalaktivist, gegen Sztwiertnia (1907: 46 Stimmen) und Józef Kożdoń (1911: 64 Stimmen), den Führer der Schlesischen Volkspartei.
1920, nach dem Zusammenbruch der k.u.k. Monarchie und dem Ende des Polnisch-Tschechoslowakischen Grenzkriegs, kam Międzyrzecze Dolne zu Polen. Unterbrochen wurde dies nur durch die Besetzung Polens durch die Wehrmacht im Zweiten Weltkrieg.
Von 1975 bis 1998 gehörte Międzyrzecze Dolne zur Woiwodschaft Bielsko-Biała.